# Team Gerolsteiner 2007
Questa voce raccoglie le informazioni riguardanti la Gerolsteiner nelle competizioni ufficiali della stagione 2007.

## Stagione
La squadra ciclistica tedesca Team Gerolsteiner partecipò, nella stagione 2007, all'UCI ProTour, giungendo sesta nella classifica finale a squadre. A livello individuale arrivarono otto vittorie nel circuito Pro e altrettante in quello Continental.

## Organico

### Staff tecnico
GM=General Manager, TM=Team Manager, DS=Direttore Sportivo.
|  | Naz.                | Ruolo | Sportivo             |  |  |  |
|  | ------------------- | ----- | -------------------- |  |  |  |
|  | Germania (bandiera) | GM    | Reimund Dietzen      |  |  |  |
|  | Germania (bandiera) | GM    | Hans-Michael Holczer |  |  |  |
|  | Germania (bandiera) | TM    | Renate Holczer       |  |  |  |
|  | Germania (bandiera) | TM    | Christian Wegmann    |  |  |  |
|  | Germania (bandiera) | DS    | Udo Bölts            |  |  |  |
|  | Germania (bandiera) | DS    | Christian Henn       |  |  |  |
|  | Germania (bandiera) | DS    | Theo Maucher         |  |  |  |

### Rosa
|  | Naz.                   |  | Sportivo            | Anno |  |  |
|  | ---------------------- |  | ------------------- | ---- |  |  |
|  | Germania (bandiera)    |  | Robert Förster      | 1978 |  |  |
|  | Germania (bandiera)    |  | Markus Fothen       | 1981 |  |  |
|  | Germania (bandiera)    |  | Thomas Fothen       | 1983 |  |  |
|  | Germania (bandiera)    |  | Johannes Fröhlinger | 1985 |  |  |
|  | Italia (bandiera)      |  | Oscar Gatto         | 1985 |  |  |
|  | Germania (bandiera)    |  | Heinrich Haussler   | 1984 |  |  |
|  | Germania (bandiera)    |  | Torsten Hiekmann    | 1980 |  |  |
|  | Germania (bandiera)    |  | Tim Klinger         | 1984 |  |  |
|  | Austria (bandiera)     |  | Bernhard Kohl       | 1981 |  |  |
|  | Germania (bandiera)    |  | David Kopp          | 1979 |  |  |
|  | Germania (bandiera)    |  | Sven Krauß          | 1983 |  |  |
|  | Germania (bandiera)    |  | Sebastian Lang      | 1979 |  |  |
|  | Italia (bandiera)      |  | Andrea Moletta      | 1979 |  |  |
|  | Germania (bandiera)    |  | Volker Ordowski     | 1973 |  |  |
|  | Italia (bandiera)      |  | Davide Rebellin     | 1971 |  |  |
|  | Germania (bandiera)    |  | Matthias Russ       | 1983 |  |  |
|  | Germania (bandiera)    |  | Ronny Scholz        | 1978 |  |  |
|  | Germania (bandiera)    |  | Stefan Schumacher   | 1981 |  |  |
|  | Paesi Bassi (bandiera) |  | Tom Stamsnijder     | 1985 |  |  |
|  | Svizzera (bandiera)    |  | Marcel Strauss      | 1976 |  |  |
|  | Germania (bandiera)    |  | Fabian Wegmann      | 1980 |  |  |
|  | Germania (bandiera)    |  | Carlo Westphal      | 1985 |  |  |
|  | Austria (bandiera)     |  | Peter Wrolich       | 1974 |  |  |
|  | Svizzera (bandiera)    |  | Oliver Zaugg        | 1981 |  |  |
|  | Svizzera (bandiera)    |  | Markus Zberg        | 1974 |  |  |
|  | Svizzera (bandiera)    |  | Beat Zberg          | 1971 |  |  |

## Palmarès

### Corse a tappe
- Deutschland Tour

1ª tappa (Robert Förster)
- Giro d'Italia

3ª tappa (Robert Förster)
5ª tappa (Robert Förster)
- Settimana Internazionale di Coppi e Bartali

4ª tappa (Robert Förster)
- Tour de Romandie

1ª tappa (Markus Fothen)
- Critérium du Dauphiné Libéré

1ª tappa (Heinrich Haussler)
- Giro della Bassa Sassonia

5ª tappa (Heinrich Haussler)
- Giro di Polonia

3ª tappa (David Kopp)
- Brixia Tour

1ª tappa (Davide Rebellin)
Classifica generale (Davide Rebellin)
- Giro di Baviera

4ª tappa (Stefan Schumacher)
Classifica generale (Stefan Schumacher)
- Tirreno-Adriatico

5ª tappa (Stefan Schumacher)
- Tour de l'Ain

1ª tappa (Beat Zberg)

### Corse in linea
- Amstel Gold Race (Stefan Schumacher)
- Freccia Vallone (Davide Rebellin)
- Rund um die Nürnberger Altstadt (Fabian Wegmann)

### Campionati nazionali
- Campionato svizzero

In linea (Beat Zberg)
- Campionato tedesco

In linea (Fabian Wegmann)

## Classifiche UCI

### UCI ProTour
Individuale
Piazzamenti dei corridori del Team Gerolsteiner nella classifica individuale UCI ProTour 2007.
| Pos. | Ciclista          | Punti |
| ---- | ----------------- | ----- |
| 2    | Davide Rebellin   | 197   |
| 24   | Stefan Schumacher | 78    |
| 76   | Fabian Wegmann    | 30    |
| 92   | Robert Förster    | 16    |
| 131  | Markus Fothen     | 8     |
| 143  | Oliver Zaugg      | 7     |
| 176  | Tom Stamsnijder   | 4     |
| 179  | Peter Wrolich     | 3     |
| 183  | David Kopp        | 3     |
| 196  | Heinrich Haussler | 3     |
| 232  | Sven Krauß        | 1     |

Squadre
La squadra Team Gerolsteiner chiuse in sesta posizione con 294 punti.